# Okręty podwodne projektu 641B
Okręty podwodne projektu 641B (typu Som) – typ radzieckich okrętów podwodnych, budowanych od 1971 do 1983 roku. Na zachodzie typ znany pod kryptonimem typu Tango nadanym przez NATO. Wybudowano 18 jednostek tego typu.
Pierwszą jednostkę zbudowano w Gorki w 1972 roku, następnie wprowadzano do służby po dwie rocznie. Okręty budowano w dwóch wersjach różniących się nieznacznie od siebie. Późniejsza była nieco dłuższa ze względu na konieczność montowania systemu kontroli ognia wystrzeliwanych z wyrzutni torped przeciwpodwodnych pocisków rakietowych SS-N-15, będących odpowiednikiem amerykańskiego systemu SUBROC. Zamontowany na jednostkach hydrolokator dziobowy był tego samego typu co na wcześniejszych okrętach podwodnych projektu 641. Budowa okrętów projektu 641B została przerwana na osiemnastej jednostce. Sześć z nich znajdowało się jeszcze w służbie w 1999 roku. Obecnie trzy okręty można zobaczyć w: Hamburgu (B-515), Moskwie (B-396) i Togliatti (B-307).
B-515 został wycofany w 2002 roku i w tym samym roku zakupiony do celów muzealnych do Niemiec. Od września 2002 roku został udostępniony do zwiedzania w Hamburgu, z fikcyjnym oznaczeniem U-434.

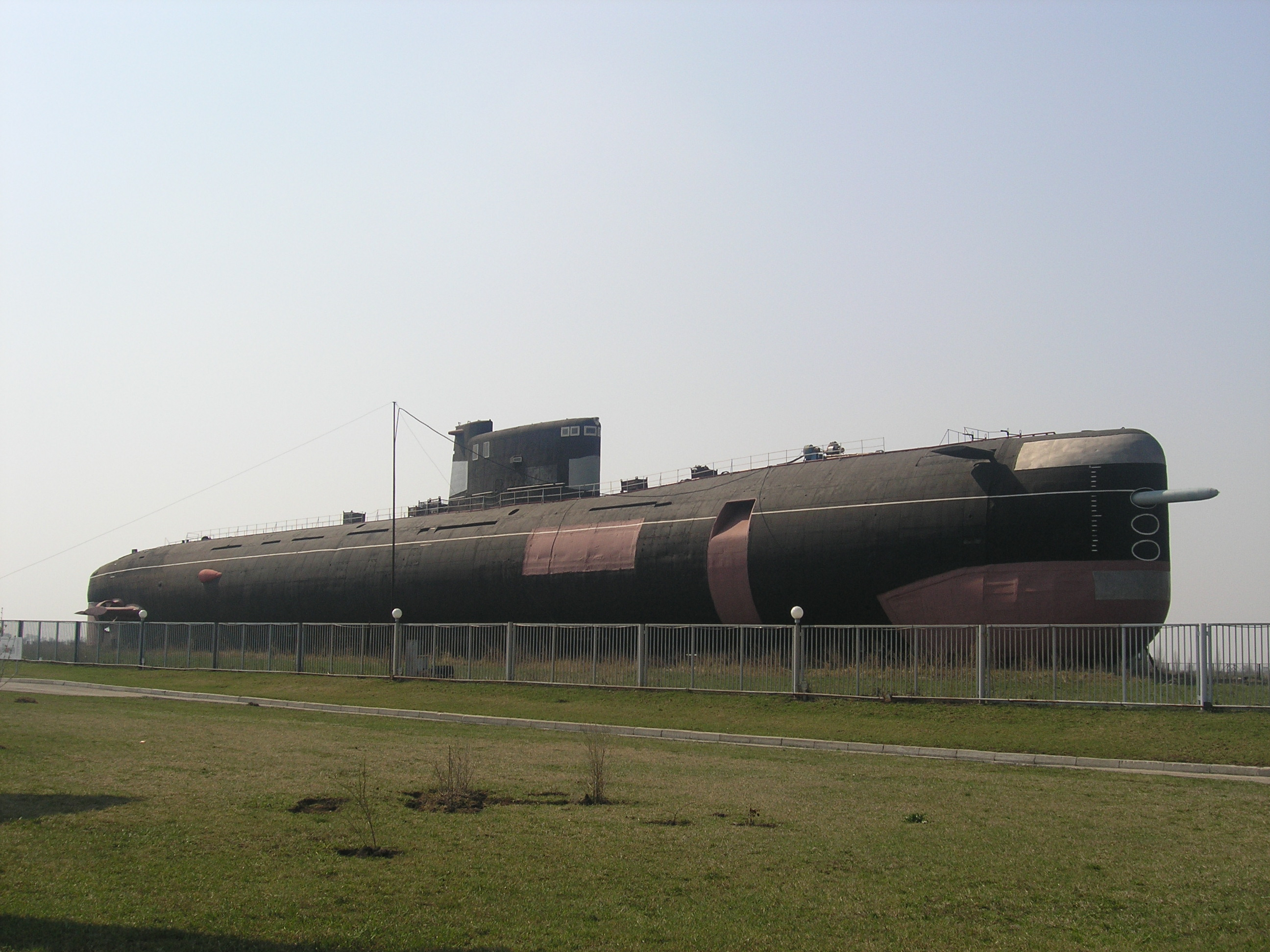
Okręt podwodny B-307 w muzeum w Togliatti